# Egyetemváros (Veszprém)
Koordináták: é. sz. 47° 05′ 13″, k. h. 17° 54′ 23″47.086944°N 17.906389°E
Más városok hasonló nevű városrészeinek megtekintéséhez kattints ide.

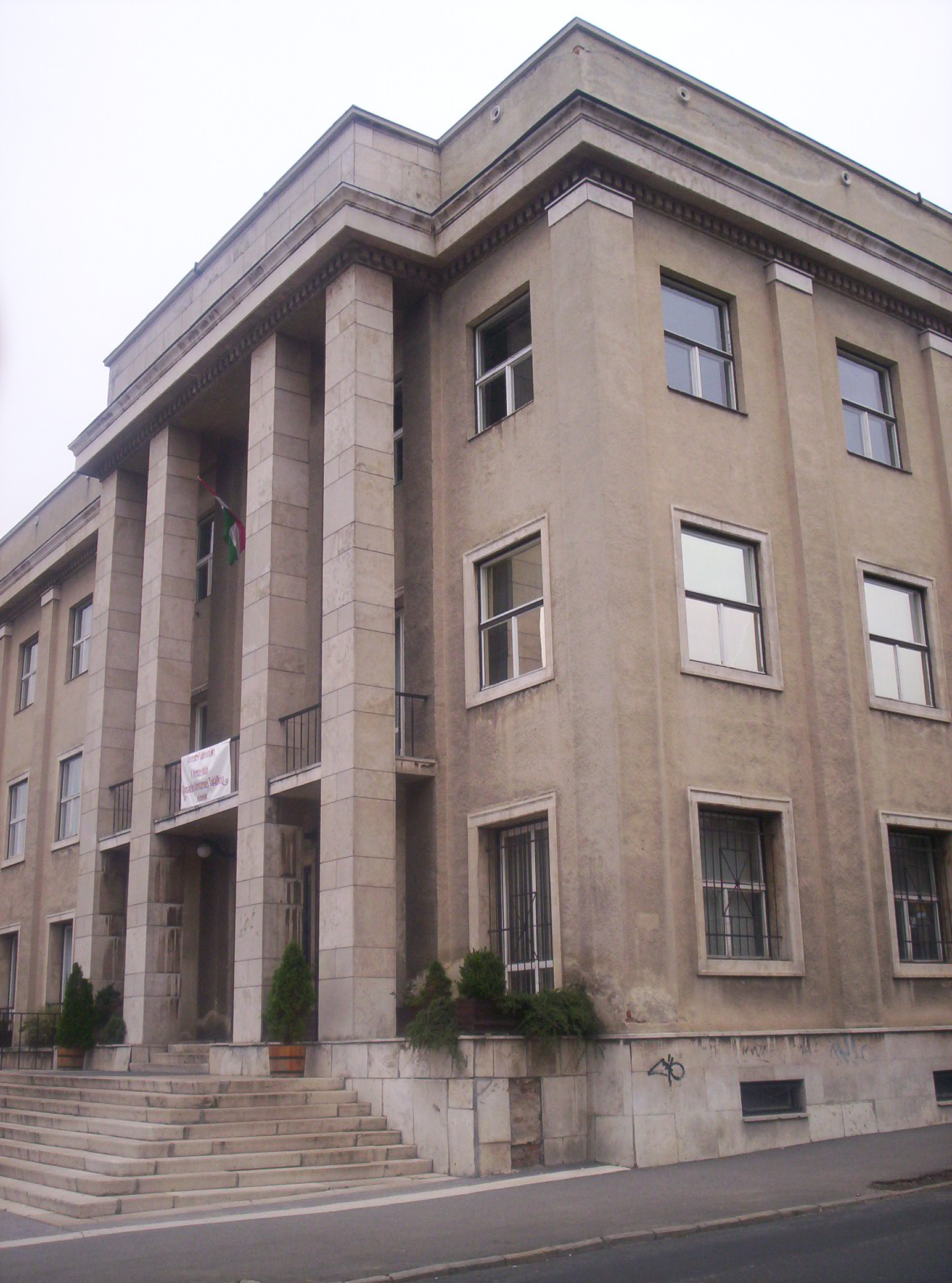
A Pannon Egyetem B épülete

Az Egyetemváros (korábban Alsóváros) Veszprém egyik városrésze. Jelenlegi nevét arról kapta, hogy itt találjuk a veszprémi székhelyű Pannon Egyetem épületeinek többségét.

## Elhelyezkedése és felszíne
Az Egyetemváros Veszprém déli részén, a Tapolca irányába vezető József Attila utca, valamint a Balatonfüred felé tartó Mártírok útja és ennek folytatása, a Füredi út között helyezkedik el. Délen a várost körülölelő körgyűrű határolja.
A városrész felszíne déli irányba haladva egyre egyenletesebb. Északi területein még előfordulnak kisebb dombok; köztük a legszembetűnőbb a Komakút tér melletti, beépítetlen Kálvária-domb, amelynek lejtői meredekek, néhol egyenesen függőlegesek. Ennek oka, hogy a domb eredetileg lankás széleit az évszázadok során az oldalában zajló építkezések folyamatosan eltüntették.

## Részei
Veszprém önkormányzata az 1997. évi, A településrész-nevekről, a közterület-nevekről, egyéb utcanevekről és a házszámozásról szóló helyi rendeletben  az Egyetemvároson belül három, „városrésznek nem minősülő területi egységet” különített el.
- Nándortelep: a városrésznek a József Attila, a Wartha Vince, a Hóvirág és az Egyetem utca által határolt része. Családi házas lakóövezet.
- Egry József utcai lakótelep: az Egyetemváros kertvárosi jellegű, legdélebbi része. Északon a Stadion utcáig terjed.
- Hóvirágtelep vagy Hóvirág lakótelep: az előbbi kettő között helyezkedik el. Három- és négyemeletes lakóházak jellemzik.

## A Komakút tér

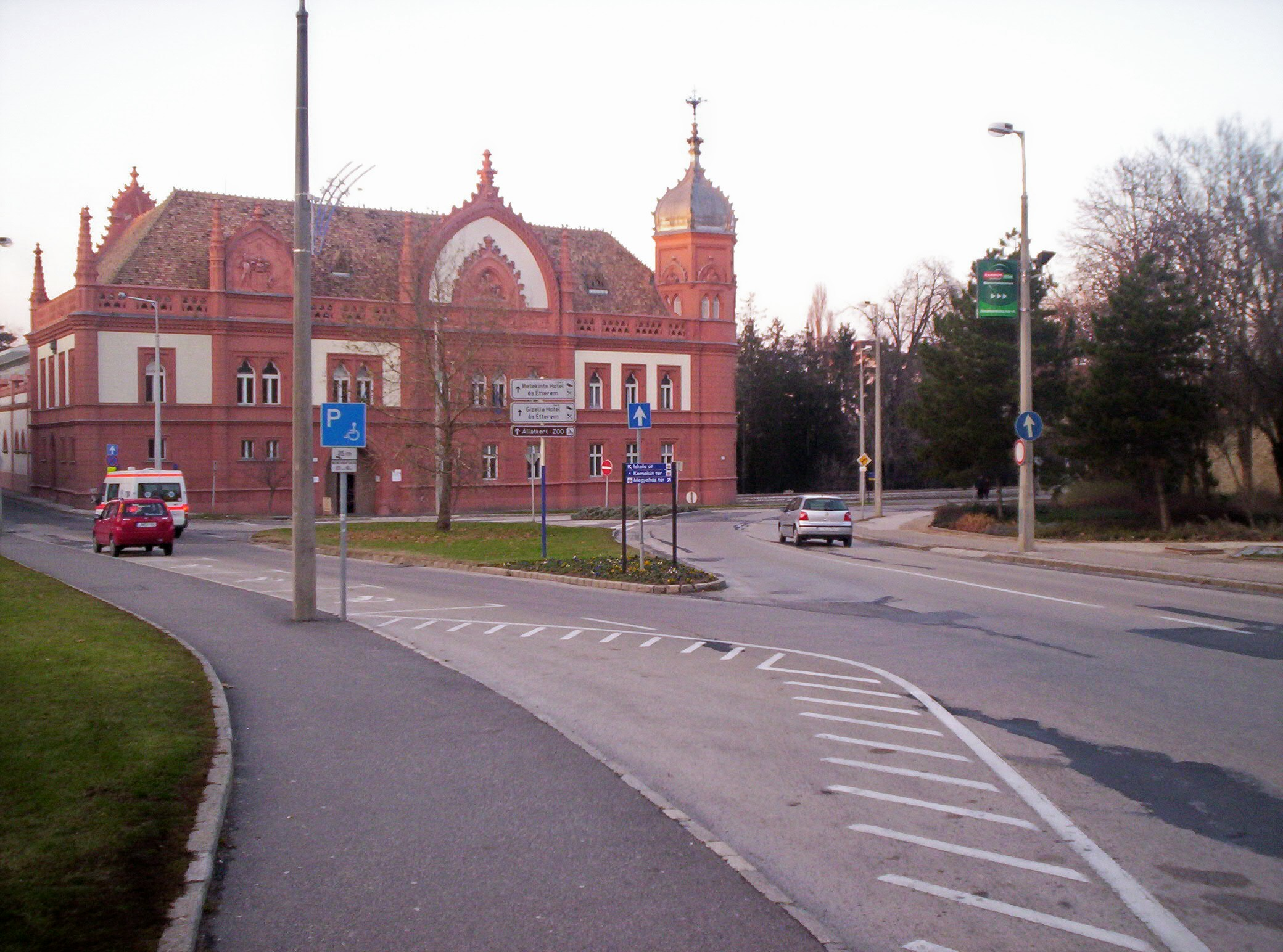
A Komakút tér, háttérben az Eötvös Károly Megyei Könyvtárral

A Komakút tér az Egyetemváros legészakibb sarkában, a Színházkert mellett helyezkedik el. Nevét a nyugati részén még ma is megtalálható Koma-kútról kapta. Amikor a város határa még itt húzódott, a kút a tapolcai útról érkező, illetve arra tartó állatok itatására szolgált.
A tér északi oldalán található az Eötvös Károly Megyei Könyvtár neogót stílusú épülete. A Komakút tértől keletre a már említett Kálvária-dombot, valamint az egyetem tízemeletes I épületét (Veszprém második legmagasabb épületét), nyugatra pedig a négyemeletes Szakorvosi Rendelőintézetet fedezhetjük fel.

## Az Egyetem utca
A Komakút térről délre kiinduló és egészen a Stadion utcáig tartó Egyetem utca a városrész főútvonala. Keleti oldalán találhatók a Pannon Egyetem központi épületei (zárójelben az átadás dátuma): északról délre haladva az A (1949), a B (1957, az aulával együtt 1961) és a C épület (1953), valamint az egyetem központi kollégiuma (1964).

## Története
A mai Egyetemváros északi részére (Komakút tér, Kálvária-domb, Megyei Kórház környéke) teszik a várostörténészek a középkori Szentmiklósszeg nevű városrész (pontosabban Veszprém körüli település) helyét. A Kálvária-dombon fennmaradtak Szentmiklósszeg elsőként 1237-ben említett, a város első török megszállásakor (1552) elpusztult plébániatemplomának, valamint a 18. században épített kálváriának a romjai (innen ered a domb elnevezése is).
Ezután egészen az 1920-as évekig a mai Egyetemváros területe – a városból kivezető utak, valamint a Komakút tér kivételével, ahol lakóházak mellett a mai SZTK helyén a városi laktanya is helyet kapott – beépítetlen maradt. A két világháború között épült meg a Nándortelep, a nagymértékű terjeszkedés azonban mindenekelőtt az egyetem 1949-es ide telepítésének köszönhető. Az 1950-es években felhúzott Hóvirág lakótelep a rendszerváltozásig Kiss Lajos veszprémi járásbíró nevét viselte; őt, a Magyar Dolgozók Pártjának tagját az 1956-os forradalom során ölték meg. Kiss emléktáblát is kapott az Egyetem és a Hóvirág utca sarkán, ezt azonban – a lakótelep nevéhez hasonlóan – eltüntették a rendszerváltozás után. A Hóvirágteleptől nyugatra épült fel a városi stadion az 1960-as évek során. Tőle északra kapott helyet a Magyar Ásványolaj és Földgáz Kísérleti Intézet (MÁFKI), valamint a Nehézvegyipari Kutató Intézet (NEVIKI); ezek mára megszűntek, épületeik a Pannon Egyetemhez tartoznak.
A városrész egységei közül Egry József utcai lakótelep épült legkésőbb, az 1960-as évektől kezdődően. Ennek nyugati részén még ma is jönnek létre új utcák, családi és társasházas lakóterületek.